# Myrmarachne radiata
Myrmarachne radiata là một loài nhện trong họ Salticidae.
Loài này thuộc chi Myrmarachne. Myrmarachne radiata được Tord Tamerlan Teodor Thorell miêu tả năm 1894.